# Ngòi Bùn
Ngòi Bùn là một con sông đổ ra Sông Thao. Sông có chiều dài 12 km và diện tích lưu vực là 26 km². Ngòi Bùn chảy qua các tỉnh Yên Bái, Lào Cai.